# Pascual de Aragón-Córdoba-Cardona e Fernández de Córdoba
Pascual de Aragón-Córdoba-Cardona e Fernández de Córdoba (Palau de la Riera, 1626 - Madri, 28 de setembro de 1677) foi um cardeal do século XVIII.

## Biografia
Nasceu em 1626, no Palau de la Riera, Mataré, diocese de Barcelona, Espanha. De uma casa ilustre relacionada com a família real. O mais novo dos nove filhos de Enrique de Aragón-Códoba-Cardona e Enríquez de Cabrera, sexto duque de Cardona e quinto de Segorbe, vice-rei de Navarra e Catalunha, e sua segunda esposa, Catalina Fernández de Córdoba y Figueroa. Os outros irmãos eram Luis, Pedro Antonio, Antonio (cardeal em 1647), Vicente, Ana Catalina e outras duas meninas falecidas na infância. Foi batizado em 11 de abril de 1626 e recebeu os nomes de Pacual Agustín Alejandro Luis Ramón Antonio Enrique Vicente Nicolás Francisco Pedro Tomás; seus padrinhos foram seu irmão mais velho, Luís, conde de Ampurias, e Lucrecia de Moncada, marquesa de Ariza. Seu sobrenome também está listado como de Aragonia; como d'Aragona; como Aragón y Fernández de Córdoba; e como Aragón-Córdoba-Cardona y Fernández de Córdoba.
Educado em casa pelo Dr. Don Francisco Dou, depois bispo de Gerona (leitura, escrita, doutrina cristã, gramática, retórica e filosofia básica). Universidade de Salamanca (direito canônico e civil); reitor, de 5 de novembro de 1638 a 27 de maio de 1639; obteve a licenciatura em cânones, maio de 1639. Ingressou no Colégio San Bartolomé, Universidade de Salamanca, em 13 de dezembro de 1642. Bacharel em Direito, em 11 de março de 1649; licenciatura em direito, 30 de março de 1649.
Arcediago de Los Pedroches, Córdoba, de outubro de 1633 a setembro de 1646. Professor público da Universidade de Toledo. Cavaleiro da Ordem de Alcântara, 1646. Cônego cabido da catedral de Toledo, agosto de 1647; renunciou ao canonato, 1648. Arcediago de Talavera, desde 25 de agosto de 1648. Arcediago de Castro del Río, Córdoba, até 1651, sucedendo a seu irmão. Capelão-mor da Epifania da igreja de San Andrés, Toledo, 1649. Arcediago de Castro, Córdoba; arquidiaconato renunciou, 1651. Professor de Instituta no Colégio de Santa Catalina de Toledo, novembro de 1649. Promotor fiscal da Inquisição, janeiro de 1651. Abade de San Vicente, Toledo, 1651. Cônego do capítulo da catedral de Toledo novamente, fevereiro de 1652. A partir de 25 de janeiro de 1653, regente da Catalunha no Conselho Supremo e Real de Aragón. Capelão-mor da Capela Real de Reyes Nuevos, catedral de Toledo, maio de 1554.
Ordenado em 1655 pelo Cardeal Baltasar Moscoso y Sandoval, arcebispo de Toledo. Protetor e benfeitor das monjas capuchinhas de Toledo.
Criado cardeal-sacerdote no consistório de 5 de abril de 1660; recebeu o gorro vermelho e o título de S. Balbina, em 21 de novembro de 1661. Protetor da Espanha, em junho de 1661. Nomeado embaixador interino da Espanha perante a Santa Sé em outubro de 1661; esta provisoriedade durou devido a sua intervenção, como mediador, no conflito entre a França e o papa pelo incidente da Guarda da Córsega; ocupou o cargo efetivamente apenas entre abril de 1662 e agosto de 1664. Decano de Jaén, 1663?; e arquidiácono maior de Gerona. Vice-rei de Nápoles, 1664. Inquisidor supremo de todo o reino espanhol, 15 de outubro de 1665; não ocupou o cargo porque ainda estava na Itália quando foi promovido à arquidiocese de Toledo; renunciou ao cargo em 1666. Nomeado conselheiro de Estado em 15 de janeiro de 1666. Embaixador plenipotenciário da Espanha perante a Santa Sé para negociar a paz entre os príncipes cristãos e avançar na guerra contra os turcos. Nomeado para a sede metropolitana e primacial de Toledo pelo rei Carlos II da Espanha.
Eleito arcebispo de Toledo em 1º de fevereiro de 1666. Consagrado em 28 de fevereiro de 1666, paróquia de S. Vitale, Pozzuoli, por Gabriel Adarzo Santander y Martínez de Viaín, O. de M., arcebispo de Otranto, assistido por Benedicto Sánchez Herrera, bispo de Pozzuoli, e por José Caballero, bispo de Monopoli. Recebeu o pálio em 1º de março de 1666. Não participou do conclave de 1667, que elegeu o Papa Clemente IX, nem do conclave de 1669-1670, que elegeu o Papa Clemente X. Como arcebispo de Toledo, foi membro do Conselho de Regência instituído enquanto D. Carlos II era menor; em 1675, renunciou ao conselho e voltou para Toledo. Não participou do conclave de 1676, que elegeu o Papa Inocêncio XI. Em novembro de 1676, negociou com Don Juan José de Áustria, filho natural do rei Felipe IV da Espanha, que aspirava a governar; e entre dezembro de 1676 e janeiro de 1677, liderou a transição entre a queda de Don Fernando de Valenzuela, favorito real e ministro, e a ascensão ao poder de Juan José de Áustria, incluindo o banimento da rainha Maria Ana de Áustria para Toledo. Presidente do Conselho de Aragón e conselheiro de Estado em março de 1677. Apesar dos cargos que ocupou, parece não ter tido particular interesse pela política, e as suas intervenções na mesma, decorrentes do cargo, não foram destacadas.
Morreu em Madri em 28 de setembro de 1677, às 16 horas. Sepultado na igreja do convento das freiras capuchinhas, Toledo. Em junho de 1680, uma grande lápide de mármore com uma inscrição em espanhol foi colocada acima de seu túmulo. Seguindo o costume da Igreja de Toledo, uma placa de mármore branco, com as armas do cardeal e um dístico em letras douradas, foi colocada na parede da entrada da sacristia. Em 10 de fevereiro de 1910, seus ossos foram colocados em uma urna de Noveldapedra e colocado novamente sob a lápide de mármore. Estiveram presentes na cerimônia os membros da comunidade religiosa; o bispo auxiliar de Toledo, Prudencio Melo y Alcalde; e o decano do cabido catedrático de Toledo, monsenhor Narciso Esténaga y Echevarría. A cruz peitoral, o anel episcopal e os alfinetes do pálio foram entregues às freiras do convento para sua conservação.